# Visma Spcs
 Visma Spcs AB (precedentemente nota come SPCS, ovvero Scandinavian Personal Computer Systems) è un'azienda privata di informatica, con sede a Växjö, dove fu fondata nel 1984 da Jan Älmeby e Rolf Dahlberg.
Visma Spcs è una delle più grandi aziende software svedesi, avente come target le piccole e medie imprese e l'industria contabile. I suoi prodotti sono utilizzati anche da organizzazioni, associazioni di vario genere e scuole. La gamma di prodotti e servizi comprendeva sistemi finanziari, servizi Internet e programmi per, ad esempio, la contabilità, la fatturazione, la gestione paghe e così via. L'azienda conta circa 450 dipendenti suddivisi in sviluppo, vendite, supporto, marketing, formazione, personale, finanza e IT. La sede principale si trova a Växjö e altri uffici a Göteborg, Malmö, Lund e Stoccolma. Fa parte dal 1996 del gruppo norvegese Visma (che a sua volta è di proprietà delle società di investimento globali Kohlberg Kravis Roberts, HgCapital e Cinven), di cui è la società madre. Il Gruppo conta oltre 9.000 dipendenti e fornisce software, servizi di outsourcing, di acquisto, di recupero crediti e simili.